# Нефтяная промышленность Китая

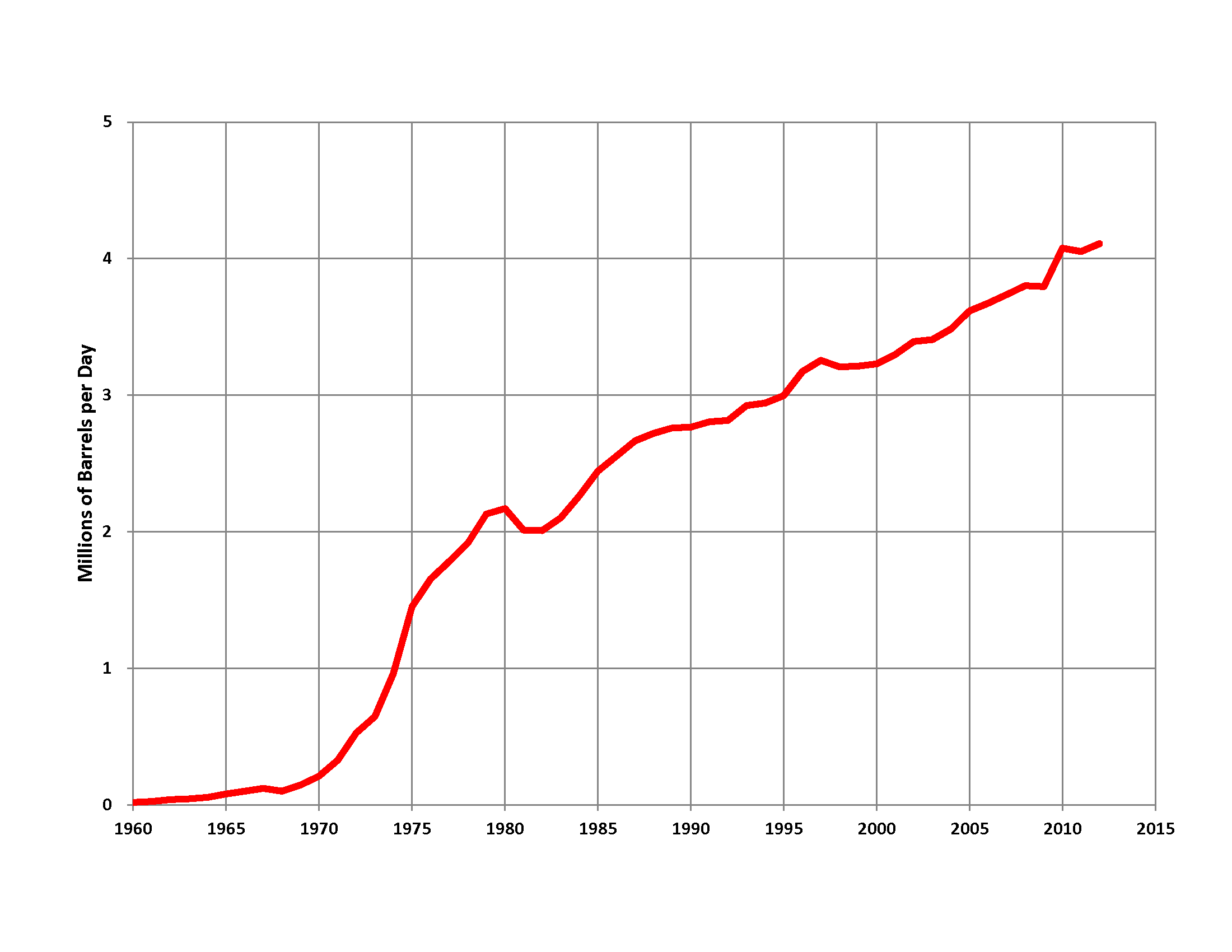
Добыча нефти в Китае в 1960—2015

Влияние нефтяной промышленности в Китае растет во всем мире, так как Китай является четвёртым крупнейшим производителем нефти в мире.
В 2015 году Китай импортировал рекордные 6,7 миллиона баррелей нефти в день, «чтобы перегнать США, крупнейшего импортёра в 2016 году». Согласно Energy Information Administration (EIA) Китай стал «крупнейшим в мире импортером нефти и других жидкостей» к концу 2013 года.

## История

### Ранняя история
До развития отрасли добыча нефти в Китае измерялась в литрах, сама нефть использовалась исключительно в качестве смазки. Первая скважина, разработанная в самых примитивных условиях и с относительно нетренированным персоналом, начала добывать более двадцати баррелей нефти в день.
Со временем с оборудованием, привезенным из Сычуаня и других мест и разработкой нескольких дистилляционных заводов было пробурено ещё девять скважин в непосредственной близости от скважин Ю Мэнь, у которых ёмкость приблизительно равнялась 1000 баррелей нефти и 10 000 галлонов бензина в день, за исключением зимы, когда нефть замерзала. Это было первое крупное нефтяное месторождение в Китае.
Обеспечение достаточного запаса энергии для поддержания экономического роста является одной из основных задач китайского правительства с 1949 года.
В 1956 году железнодорожная линия была построена до Ланьчжоу; до тех пор нефть вывозилась на грузовиках. Трубопровод был построен в 1957 году. Нефтеперерабатывающий завод Ю Мэнь был расширен и модернизирован, и к концу 1960-х годов сообщалось, что добывается на этом участке «около двух миллионов тонн».
В 1959 году большие запасы были обнаружены в бассейне Сунгари Цзянь-Ляо в северо-восточном Китае, и позже было найдено несколько других гигантских месторождений. Наиболее важным является нефтяное месторождение Дацин в провинции Хэйлунцзян, которая была опорой китайской добычи нефти в течение многих десятилетий.

### Эпоха экспорта
В 1973 году, с увеличением производства, Китай начал экспортировать нефть в Японию и начал морскую разведку. В 1985 году экспорт увеличился до 20 миллионов тонн, прежде чем внутреннее потребление стало расти быстрее, чем добыча. К 1993 году внутренний спрос на нефть превысил внутреннее производство, а Китай стал нетто-импортером нефти.

### Зависимость от импорта
Хотя Китай по-прежнему является крупным производителем сырой нефти, он превратился в импортера нефти в 1990-е годы. Китай попал в зависимость от импортной нефти впервые за свою историю в 1993 году из-за спроса, растущего быстрее, чем внутреннее производство. В 2002 году объём добычи сырой нефти был 1 298 000 000 баррелей, а расход — 1 670 000 000 баррелей.
В 2006 году Китай импортировал 145 млн тонн сырой нефти, что составляет 47 % от общего потребления нефти.
К 2008 году большая часть китайского импорта нефти поступала в основном из Юго-Восточной Азии, но растущий спрос заставил импортировать нефть со всего мира.
В 2013 году темпы экономического роста Китая превысили внутренний нефтяной потенциал, а в середине года наводнения повредили нефтяные месторождения страны. Таким образом, Китай импортировал нефть, чтобы компенсировать снижение поставок и обогнал США в сентябре 2013 года, и стал крупнейшим в мире импортером нефти.

## Внутренняя добыча

Запасы нефти Китая в 2009 году

Большую роль сыграли в нефтяной промышленности Китая вклады государственных нефтяных компаний, главным образом China National Offshore Oil Corporation, China National Petroleum Corporation, China National Refinery Corp, и Sinopec.
Добыча началась в 1960 году, а в 1963 году было добыто около 2,3 млн тонн нефти. В 1965 году добыча из Дацина снизилась, но нефтяные месторождения месторождения в Дунъине, Шаньдуне, Дагане, и Тяньцзине дали достаточно нефти, чтобы практически исключить необходимость импорта сырой нефти. В 2002 году годовая добыча сырой нефти равнялась 1 298 000 000 баррелей, а годовой расход сырой нефти был 1 670 000 000 баррелей.
В 2005 году Китай начал принимать решительные меры с программами о нефтяных резервах, поскольку внутренняя добыча нефти в Китае обеспечивала только две трети его потребностей, а предполагаемое потребление к 2020 году составляло около 600 миллионов тонн сырой нефти.

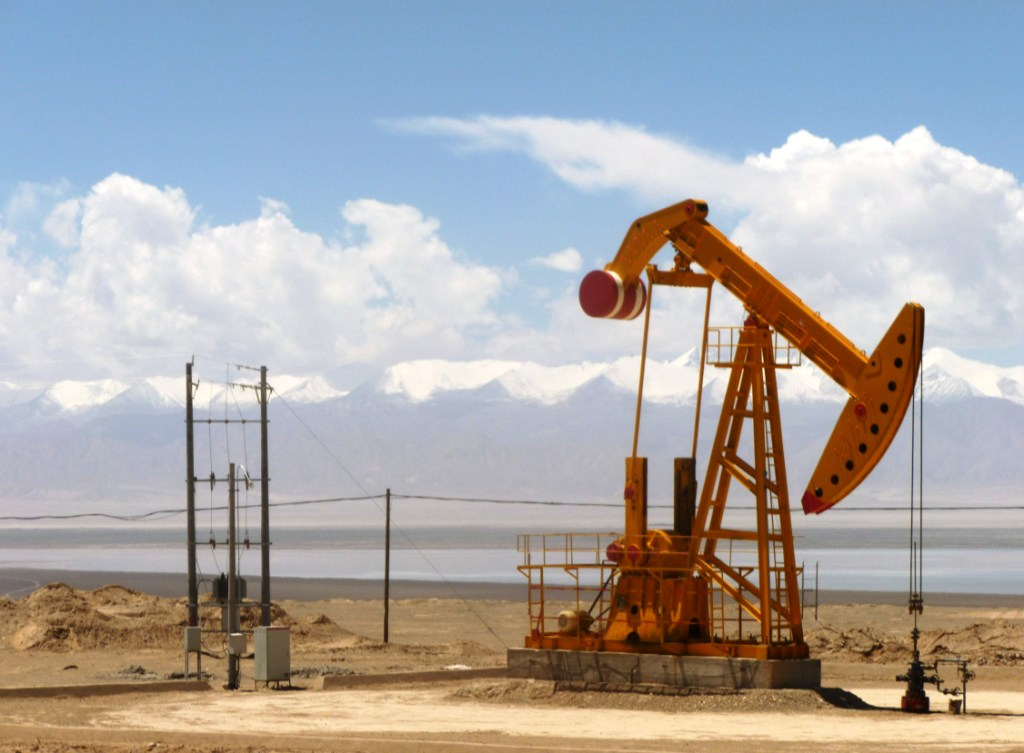
Нефтяная скважина в Цайдаме, Цинхай

### Нефтебуровые платформы

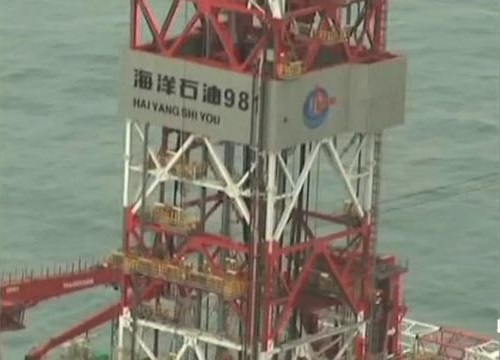
Haiyang Shiyou 981 в оспариваемых водах

Крупнейшее нефтяное месторождение в Южно-Китайском море — Люхуа 11-1, находящееся в 210 километрах на юго-востоке от Гонконга, открыт Amoco (ныне BP) в январе 1987 года. Глубина воды и наличие тяжёлой нефти были в числе технических проблем, которые нужно было решить до начала добычи. Команды инженеров Amoco и Nanhai East экспериментировали с техниками морского бурения, плавучей установкой для добычи, хранения и отгрузки нефти (FPSO), которая поддерживала бурение и добычу. К 2008 году у FPSO было оборудование, способное перевозить 65 000 баррелей нефти, она загружалась и отправлялась челночными танкерами.
В 2010 году нефтяные месторождения недалеко от Хайнаня начали продаваться на аукционе иностранным компаниям, причём CNOOC имеет возможность увеличить свою долю до 51 % в случае необходимости.
Haiyang Shiyou 981 — Китайская нефтебуровая установка стоимостью 1 млрд долларов принадлежит и управляется China National Offshore Oil Corporation в Южно-Китайском море. Haiyang Shiyou 981 начала свои первые бурение в 2012 году. это привело к протестам со стороны Вьетнама, поэтому работы были приостановлены.

## Добыча за рубежом
Этот переход к зависимости от иностранной нефти изменил политику разведки и добычи в Китае. Нефтяная потребность Китая переполнила его внутренние возможности.
China National Offshore Oil Corp, China National Petroleum Corp и Sinopec много инвестировали в разведку и разработку в странах, в которых есть нефтяные месторождения, но не хватает средств или технологий для их разработки. В 2004 году CNOOC подписала соглашение на добычу миллион баррелей нефти в день в Индонезии, а также другие проекты с Австралией. Помимо этого, в Китае начал строиться нефтяной резерв, который теоретически вмещает нефть на срок 30 дней. Однако, их нефтяная политика на мировом рынке нефти не полностью ясна.
Китайское правительство предпринимает дипломатические шаги, чтобы улучшить свои отношения с государствами — членами АСЕАН. По данным доклада за 2008 год, китайскому правительству пришлось принять дополнительные шаги, чтобы обеспечить хорошие отношения с соседями. Малайзия — это соседнее государство, которое часто рассматривается как конкурент с Китая из-за политических разногласий. Тем не менее, отношения с Малайзией были симбиотические из-за их большого запас нефти и их нужды в гарантии безопасности от Китая. В 2008 году Малайзия была первым производителем нефти в Южно-Китайском море, и на её долю приходится более половины добычи в регионе.

### Иностранные приобретения
К 2008 году Китай владел менее, чем 1 % нефтяной компании BP стоимостью около 1,97 млрд долларов

## Энергетическая безопасность

### Стратегический нефтяной резерв
Китай обладает одним из самых крупных нефтяных резервов в мире. Global strategic petroleum reserves (GSPR) относится к запасам нефти, принадлежащим странам и частной промышленности для национальной безопасности во время экономического кризиса.
В 2004 году Китай инвестирует в свой первый национальный резерв нефти, чтобы избежать иностранной зависимости, сосредотачиваясь в трёх провинциях. Первый — Чжоушань в провинции Чжэцзян, построен Sinopec, Крупнейшей в Китае нефтеперерабатывающей компанией. Объём хранилища составляет 5,2 миллиона кубических метров. Чжэцзян первоначально был коммерческой базой для транспортировки нефти. Следующий резерв интересов в Хуандао или Циндао в провинции Шаньдун, и последний в Даляне, провинция Ляонин. Так как все эти резервы являются прибрежными, они уязвимы для атаки с моря. В 2007 году журналист United Press International поставил под сомнение энергетическую безопасность, так как все три нефтяные базы были в пределах радиуса действия тайваньских крылатых ракет. Эти стратегии накопления запасов, а также международные компании по приобретению являются государственными инициативами по борьбе с нарушением поставок.
Согласно статье 2007 года из China News, в то время расширенный резерв Китая должен включать в себя как санкционированные коммерческие резервы, так и резервы, контролируемые государством, а реализован в три этапа, которые должны быть завершены к 2011 году. Первый этап состоял из резерва из 101 900 000 баррелей, который должен быть выполнен к концу 2008 года. Второй этап добавлял ещё 170 000 000 баррелей, должен быть выполнен к 2011 году. В 2009 Чжан Гобао, глава Государственного комитета КНР по делам развития и реформам, объявил о 3 этапе, который расширил резервы на 204 000 000 баррелей с целью увеличить стратегический нефтяной резерв Китая до 90-дневного к 2020 году.
Запланированные государственные запасы в размере 475 900 000 баррелей вместе с запланированными запасами предприятий в размере 209 440 000 баррелей обеспечат около 90 дней потребления.
Наряду с акцентом на оборонительные запасы нефти существует значительный толчок для создания наступательной программы добычи нефти.

### Транспортировка
В 2004 году Китай должен был импортировать 100 миллионов тонн сырой нефти для удовлетворения своих энергетических потребностей. Китай пытается обезопасить будущее своей нефти и заключить новые сделки с другими странами. Председатель КНР Ху Цзиньтао предложил построить нефтепровод с российских нефтяных месторождений для поддержки рынков Китая, а также другие договоренности на миллиарды долларов с Россией, Центральной Азией и Бирмой, а также диверсифицировать свой энергетический сектор путем поиска импорта из других регионов мира и путем запуска альтернативных энергетических программ, таких как ядерные.
В 2006 году Китай завершил постройку и ввёл в эксплуатацию первый ключевой нефтепровод в Центральной Азии — Атасу — Алашанькоу (Казахстано-китайский нефтепровод),:2–3 в рамках более широкой общей торговой экспансии с Центрально-Азиатским регионом, который к 2013 году составил объём торгов более 50 млрд долларов США, по сравнению с 1 млрд долларов США в 2000 году.:1